# Liste des édifices labellisés « Architecture contemporaine remarquable » de la Guyane
Cet article recense les édifices labellisés « Architecture contemporaine remarquable » de la Guyane, en France.
Le label « Architecture contemporaine remarquable » remplace depuis 2016 l'ancien label « Patrimoine du XXe siècle ». Il ne prend en compte que des édifices de moins de 100 ans à la date de labellisation, et qui ne sont pas protégés comme monuments historiques.
Au début 2024, la Guyane compte un unique édifice ainsi labellisé.

## Liste
| Monument            | Commune | Adresse | Coordonnées                       | Notice     | Date | Illustration        |
| ------------------- | ------- | ------- | --------------------------------- | ---------- | ---- | ------------------- |
| Église Saint-Michel | Matoury |         | 4° 51′ 07″ sud, 52° 19′ 40″ ouest | ACR0001804 | 2023 | Église Saint-Michel |